# Maximilian von Schlegel

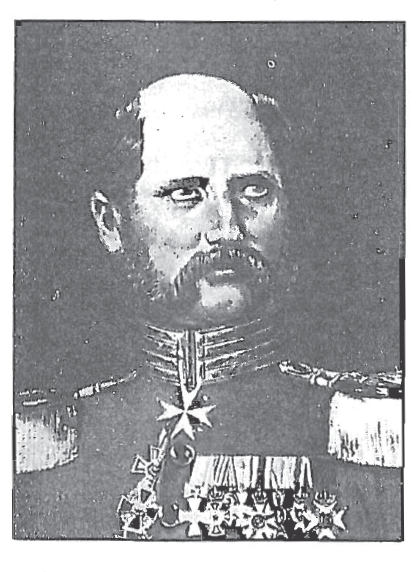
Maximilian von Schlegel

Maximilian Theodor von Schlegel, auch Maximilian von Schlegell, (* 10. Juli 1809 in Steinberg bei Danzig; † 18. Februar 1863 in Düsseldorf) war ein preußischer Generalmajor.

## Leben

### Herkunft

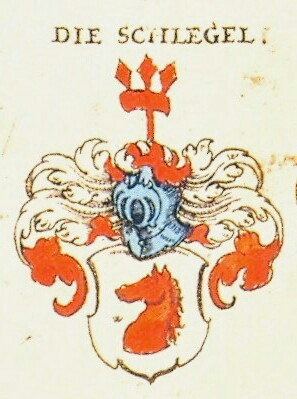
Wappen derer (von) Schlegel

Maximilian war Angehöriger des preußischen, aus der Mark Brandenburg stammenden Adelsgeschlechts von Schlegel. Seine Eltern waren Heinrich August Friedrich Leopold von Schlegel (1766–1832) und dessen Ehefrau Albertine Christiane Sophie, geborene Kauffmann von Kauffberg (1774–1863). Der preußische Generalleutnant Wolf Benno von Schlegel (1801–1860) war sein älterer Bruder.

### Werdegang
Schlegel begann seine Laufbahn 1821 in der preußischen Armee als Kadett in Potsdam, wechselte 1823 nach Berlin und wurde 1826 Unteroffizier. Er wurde 1827 als Sekondeleutnant dem 1. Garde-Regiment zu Fuß aggregiert und 1831 über den Etat einrangiert. Von 1834 bis 1837 war er zur Allgemeinen Kriegsschule kommandiert, wurde 1841 aggregierter Premierleutnant und 1842 Adjutant der 1. Garde-Landwehr-Brigade. 1847 wurde er von seinem Kommando entbunden und mit dem Roten Adlerorden IV. Klasse geehrt. Schlegel stand 1848, als Hauptmann und Kompaniechef erneut beim 1. Garde-Regiment zu Fuß. Mit seinem Aufstieg zum Major 1853 wurde er Flügeladjutant von König Friedrich Wilhelm IV. 1855 erhielt er seine Beförderung zum Oberstleutnant und wurde Kommandeur der Garde-Unteroffizier-Kompanie. Im Folgejahr erhielt er das Komturkreuz II. Klasse des Friedrichs-Ordens und die Kommandeursstelle des 2. Infanterie-(Königs-)Regiments. Er avancierte 1857 zum Oberst und wurde Kommandeur des 2. Garde-Regiment zu Fuß. In dieser Stellung blieb er bis 1859.
Nach längerer Krankheit und damit verbundenem Genesungsurlaub wurde Schlegel 1860 dem Chef des Generalstabs der Armee zur Verfügung gestellt und 1861 mit dem Roten Adlerorden II. Klasse mit Eichenlaub ausgezeichnet. Ebenfalls im Jahr 1861 wurde er Kommandeur der 27. Infanterie-Brigade und erhielt seine Beförderung zum Generalmajor.

### Familie
Schlegel vermählte sich 1840 mit Rosalie Cäcilie Benecke von Gröditzberg (1816–1889), einer Tochter von Wilhelm Christian Benecke von Gröditzberg. Aus der Ehe ist wenigstens eine Tochter, Susanne Mathilde Rosalie (* 1847), hervorgegangen, die sich 1874 mit Heinrich von Salisch (1846–1920) vermählte.